# 피에르미셸 라조가
피에르미셸 라조가(Pierre-Michel Lasogga, 1991년 12월 15일, 노르트라인베스트팔렌주 글라트벡 ~)는 독일의 축구 선수로, 현재 카타르 스타스 리그의 알코르 SC에서 중앙 공격수로 활약하고 있다.

## 경력
SG 바텐샤이드 09과 VfL 볼프스부르크의 유소년 팀을 거친 뒤, 라조가는 분데스리가의 바이어 04 레버쿠젠의 관심을 받았고, 그는 2009년에 계약을 체결하였다. 라조가는 레버쿠젠의 유소년 팀에서 자리를 빠르게 찾았고, 2009-10 시즌 동안 25경기에 출장하였다. 그는 서부 U-19 분데스리가에서 25번 득점하여, 리그 득점왕에 오름과 동시에, 레버쿠젠이 국가 결승에 오르는데 도왔지만, 레버쿠젠은 FC 한자 로스토크에 0-1로 패하였다. 시즌 종료에 다다르어서, 라조가는 성인팀에 데뷔하여, 바이어 04 레버쿠젠의 리저브 팀 경기에 5경기 출장하였다. 레버쿠젠과의 고작 1시즌 후, 그는 레버쿠젠을 떠나 2 분데스리가의 헤르타 BSC 베를린과 3년 계약을 체결하였다.
라조가는 헤르타의 프리시즌 친선 경기에서 인상적인 모습을 보이며, 6골을 득점하였지만, 시즌 개막 며칠 전에 부상을 당하였다. 2010-11 시즌의 처음 5라운드를 결장한 뒤, 2010년 9월 24일, 에네르기 콧부스를 상대로 프로 데뷔전을 치루었다. 3주 후, 라조가는 처음으로 선발 라인업에 포함되었다. 그는 선발 출장이라는 이점을 이용하여 두 차례 득점하였다. 그의 성공은 계속되었으며, 겨울 휴식기 후, 그는 캐나다인 롭 프린드가 차지했던 주전 자리를 대체하였고, 3경기를 제외한 모든 시즌 후반기 경기에 선발로 출전하였다.

## 사생활
라조가의 양아버지는 전 SV 베르더 브레멘과 FC 샬케 04, 독일 축구 국가대표팀에서 골키퍼로 활약했던 올리버 레크다.